# Unsere Zeit (Zeitung)
Unsere Zeit (UZ) ist das 1969 gegründete Zentralorgan der als gesichert linksextrem eingeordneten und vom Verfassungsschutz beobachteten Deutschen Kommunistischen Partei.

## Vorläuferprojekt
Ein Vorläufer des DKP-Organs war offenbar eine gleichnamige, von Mai 1962 bis April 1964 in Mannheim im Zwei-Wochen-Rhythmus erscheinende Zeitung, die zwölf Seiten Umfang besaß und eine Druckauflage von 2500 bis 3000 Exemplaren hatte. Verlegt wurde sie vom Mannheimer Schlosser und Gewerkschafter Eugen Straub. Die Staatsanwaltschaft beim Landgericht Karlsruhe warf Straub im Zusammenhang mit seinem Zeitungsprojekt einen Verstoß gegen das 1956 ergangene KPD-Verbot vor. Redakteur der Mannheimer UZ war Eberhard Weber. Weber übernahm später führende Positionen in der 1968 neu konstituierten DKP und war bis 1986 deren Pressesprecher, bevor er Chefredakteur der Progress-Presse-Agentur wurde. Eine Zeitlang war Weber auch stellvertretender Chefredakteur des damals täglich erscheinenden Parteiorgans „UZ – Unsere Zeit“.

## Geschichte
Die erste Ausgabe der DKP-Parteizeitung Unsere Zeit erschien am 3. April 1969 unmittelbar vor dem Essener Parteitag der DKP (12./13. April 1969). Herausgegeben wurde sie von Kurt Bachmann, Parteivorsitzender der DKP von 1969 bis 1973. Erster Chefredakteur wurde Gerd Deumlich. Ab der Ausgabe Nr. 11 vom 10. März 1972 trug die UZ den Untertitel „Zeitung der DKP“ und wies im Impressum als Herausgeber statt Bachmann den „Parteivorstand der DKP“ aus. In den 1980er Jahren war Georg Polikeit Chefredakteur der UZ.
Nachdem es sie zunächst nur als Wochenzeitung gab, erschien die UZ dank massiver finanzieller Hilfen aus der DDR ab dem 1. Oktober 1973 auch als Tageszeitung mit dem Untertitel „Die Zeitung der arbeitenden Menschen - Zeitung der DKP“ in Neuss. Die Auflage der Tageszeitung UZ betrug 1973 rund 60.000 Exemplare, die der Wochenzeitung UZ rund 50.000. Seit Anfang April 1975 erschien die UZ nur noch als Tageszeitung, die Wochenzeitung wurde vor allem aus wirtschaftlichen Gründen eingestellt. Die Freitagsausgabe enthielt seitdem eine Wochenendbeilage und wurde in etwa doppelter Auflage hergestellt. Die Auflage der UZ unterlag in den Folgejahren gewissen Schwankungen, verringerte sich dabei aber bis 1981 auf rund 25.000 Exemplare bzw. 50.000 Stück für die Wochenendausgabe am Freitag, um sich dann gegen Ende der 1980er der Marke von 20.000 Exemplaren zu nähern (Freitagsausgabe: weniger als 40.000 Exemplare). Viele Jahre erschien die UZ an sechs Wochentagen (Montag bis Samstag). Aus Kostengründen wurde zwischen Juli 1983 und Oktober 1986 auf die Erstellung einer Montagsausgabe verzichtet. Zu besonderen Anlässen wurden Extra-Ausgaben der UZ mit bis zu 400.000 Exemplaren Auflagenhöhe gedruckt.
1989 wurde nach Abbruch der Finanzierung durch die SED das tägliche Erscheinen eingestellt, rund vierzig Mitarbeiter wurden entlassen. Die DDR hatte die UZ in den späten 1980er-Jahren mit jährlich etwa 12 Millionen DM finanziert.
Ab Januar 1990 erschien die UZ als Wochenzeitung, zwischen Sommer 1990 und Juli 1996 14-täglich und zunächst mit einer Auflage von 20.000 Exemplaren (1990). Seitdem ist die UZ als 16-seitige Wochenzeitung erhältlich. Die finanzielle Lage ist weiterhin angespannt, und die Auflage sinkt seit Jahren beständig. Laut Bundesamt für Verfassungsschutz liegt ihre Auflage bundesweit bei etwa 7500 Exemplaren, während die Redaktion auf dem UZ-Pressefest 2005 von 9000 Exemplaren sprach. Die Zeitung selbst nannte im Juni 2021 eine Auflage von 6000 Exemplaren. Sie unterhält neben ihrer Website auch ein Blog und einen Podcast.
Die Redaktion der UZ hat ihren Sitz in Essen.

## Pressefest
In regelmäßigen Abständen veranstaltet die Zeitung zusammen mit der DKP das UZ-Pressefest.

## Chefredakteure und Stellvertreter
| - Gerd Deumlich (Chefredakteur 1969 – 1970) - Georg Polikeit (Chefredakteur 1972 – 1988) - Conrad Schuhler (Chefredakteur 1988 – 1989) - Hans Bert Reuvers (Chefredakteur 1989 – 1990) - Rolf Priemer (Chefredakteur 1996 – 2007) - Wolfgang Teuber (Chefredakteur 2007 – 2012) - Nina Hager (Chefredakteurin 2012 – 2016) - Lucas Zeise (Chefredakteur 2016 – 2017) - Lars Mörking (Chefredakteur 2017 – 2020) - Wera Richter (Chefredakteurin seit 2020) | - Eberhard Weber (stellvertretender Chefredakteur in den Anfangszeiten) - Ulrich Sander (stellvertretender Chefredakteur von 1978 bis 1990) |